# Doesn't Play Well with Others
 (février 2012).
Doesn't Play Well with Others est le second album solo de Joey Cape (Lagwagon, Bad Astronaut) sorti le 1er juin 2011 pour le grand public. Cependant, Cape a publié une chanson (version numérique) par mois en 2010 pour les personnes s'étant abonnées sur son site.   
Le premier morceau à être publié était Going For The Bronze le 18 janvier 2010. Le dernier I Always Knew This Was Going to End Badly est sorti le 12 décembre 2010. La fille de Joey Cape, Violet, a dessiné les illustrations de chaque morceau, ainsi que la couverture de la version de l'album destinée aux abonnés.
Avant la sortie de l'album, Joey Cape avait annoncé que les personnes qui paieraient l'abonnement recevraient un morceau numérique par mois. En plus, ils recevraient un lot comprenant une version limitée et dédicacée de l'album complet en CD ainsi qu'en version vinyle. Un DVD réalisé par Joey Cape a aussi été envoyé. Celui-ci incluait le clip de chaque chanson créé par Joey lui-même, des vidéos de lives acoustiques, ainsi qu'un documentaire autobiographique. Les abonnées ont commencé à recevoir leur paquet à partir de février 2011.
Depuis l'album est sorti le 1er juin 2011 pour le grand public. Le CD et le vinyle présentent une version différente de l'illustration. En lieu et place du dessin de Violet, Joey Cape apparait debout dans son salon, en sous-vêtement, jouant de la guitare.
Dans la version finale de l'album, deux morceaux bonus sont inclus. Le premier, Death Benefits était un morceau d'un précédent projet de Joey Cape et Todd Capps Bad Astronaut appelé Afterburner. Le second, Fatty Phone Call est un enregistrement d'une conversation entre Fat Mike et Joey Cape. Joey aurait demandé à Mike de contribuer musicalement à l'album, ce que ce dernier n'aurait pas eu le temps de faire. La plaisanterie téléphonique serait ainsi la forme de contribution de Fat Mike.
Certains des morceaux de l'album ainsi que de Bridge ont été réenregistrés en version électrique et publiés par le nouveau projet de Joey : Joey Cape's Bad Loud.

## Pistes
| No  | Titre                                       | Durée |
| --- | ------------------------------------------- | ----- |
| 1.  | "Going For The Bronze"                      | 4:35  |
| 2.  | "Okay"                                      | 3:09  |
| 3.  | "It's Always Sunny"                         | 3:34  |
| 4.  | "No Mirror"                                 | 2:53  |
| 5.  | "Montreal"                                  | 4:03  |
| 6.  | "Drag"                                      | 2:11  |
| 7.  | "Uniform"                                   | 3:34  |
| 8.  | "The Greatest Generation"                   | 2:30  |
| 9.  | "The Fish Rots From The Head Case Down"     | 2:17  |
| 10. | "I'm Not Gonna Save You"                    | 2:40  |
| 11. | "A Song For The Missing"                    | 2:46  |
| 12. | "I Always Knew This Was Going To End Badly" | 5:30  |
| 13. | "Death Benefits" (Bonus track)              | 2:40  |
| 14. | "Fatty Phone Call" (Bonus track)            | 0:53  |